# Заславский, Абрам Моисеевич
Абрам Моисеевич Заславский (27 марта (9 апреля) 1899, Одесса, Российская Империя — 22 сентября 1962, Москва, СССР) — советский архитектор, градостроитель. Член-корреспондент Академии архитектуры СССР и Академии строительства и архитектуры СССР.

## Биография
Абрам Моисеевич Заславский родился в Одессе 27 марта (9 апреля) 1899 года. В 1920 году окончил Одесское художественное училище, а в 1926 году Одесский институт изобразительных искусств. В 1919 году вступил в комсомол, принимал участие в установлении советской власти на Украине. В 1924 году вступил в ВКП(б).
С 1922 году, ещё во время учёбы, работал политкомиссаром художественных школ в Одессе. В 1929 году окончил архитектурный факультет ВХУТЕИНа. В том же году стал членом-учредителем ВОПРА и стал заместителем председателя общества. С 1931 года года работал в Москве сперва руководителем архитектурно-планировочного бюро, позднее стал заместителем главного архитектора города. Принимал участие в работе над генеральным планом реконструкции Москвы 1935 года. Много сделал для благоустройства Москвы и внедрения передовых методов строительства. Принимал участие в Великой Отечественной войне в звании инженер-капитана. Преподавал в Московском архитектурном институте (МАРХИ). Был председателем комиссии генерального плана градостроительного совета Главного архитектурно-планировочного управления города Москвы.
Член Союза архитекторов СССР с 1932 года. Член-корреспондент Академии архитектуры СССР (1947) и Академии строительства и архитектуры СССР. Участвовал в общественной работе в Союзе архитекторов. Неоднократно избирался депутатом Московского городского совета.
Жил в Москве по адресу: Новинский бульвар, 18. Умер 22 сентября 1962 года. Похоронен на Новодевичьем кладбище. Памятник на могиле работы архитектора В. Егерева.

## Избранные проекты
- Генеральный план Москвы, 1935 (под руководством В. Н. Семенова)
- Конкурсный проект здания Наркомтяжпрома в Зарядье (1930-е гг., с А. М. Файфелем).

## Награды
- Орден Трудового Красного Знамени (13.07.1940) — за успешную работу по осуществлению Генерального плана реконструкции Москвы[14]
- Орден Трудового Красного Знамени (01.02.1957) — за успешное выполнение работ по строительству и вводу в эксплуатацию жилых домов и культурно-бытовых зданий, создание индустриальной базы и внедрение новых прогрессивных методов строительства в гор. Москве[15]
- Орден Отечественной войны I степени (07.09.1947) — за успешную работу по осуществлению генерального плана реконструкции города Москвы[16]
- Орден Знак Почёта (02.06.1944)[17]